# 나일론
나일론(Nylon)은 1935년에 미국인 월리스 캐러더스가 발명한 폴리아마이드 계열의 합성섬유를 말한다. 나일론은 본래 발명자 캐리더스의 소속사인 듀폰사에서 출시한 제품의 등록 상표명인데, 값싸고 질긴 덕분에 널리 보급되면서 합성섬유의 대명사로 알려지게 되었고 현재에는 일반명으로 사용되고 있다. 20세기 최고의 발명품 중에 하나였다는 평가가 있으며, 일상에 큰 영향을 끼친 물질이다.
천연섬유나 여타 계열 인공섬유보다 가늘고 가볍고 저렴하고 탄력성, 신축성, 보온성이 우수하며 부드러워 촉감이 좋다. 최초의 나일론 제품은 칫솔이었지만, 나일론의 명성을 널리 퍼지게 만들어준 상품은 1940년에 출시하여 폭발적인 인기를 끌었던 여성용 스타킹이었다. 그밖에도 의류, 어망, 낙하산, 악기의 줄 따위를 만들때 쓰며 용도가 여러산업 분야로 확대되고 있다.
나일론(Nylon)이란 말은 뉴욕(New York)과 런던(London)에서 머리글자를 따서 만들었다는 등의 여러 가지 억측이 난무했으나, 1940년대에 듀폰사는 사내공모를 통해 선정한 신조어라고 밝힌바 있다. 나일론은 천연섬유가 아닌 인공 합성섬유라는 사실 때문에 ‘가짜’나 ‘엉터리’라는 뜻을 가지게 되었고 이로인해 '나이롱 환자’나 ‘나이롱 신자’라는 말이 한국사회에서 관용어로 사용되고 있다.

## 발명의 역사

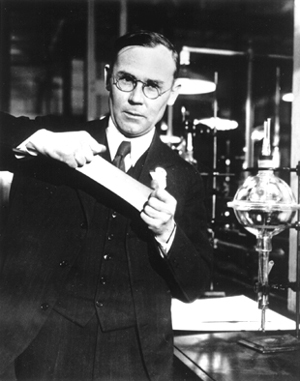
월리스 캐러더스 (1896-1937)

### 합성섬유 개발
인간생활의 기본 3요소인 의식주 중에 옷의 부족만큼은 오랜세월 해결하지 못한 인류가 풀어야할 과제중에 하나였다. 인력에 의존한 방적과 방직기에 의해 가내수공업을 통해 생산된 비단, 모직물, 면직물은 수요를 충족시키지 못했고 자연스럽게 가격은 비쌀수 밖에 없었다. 캘리코의 수입과 18세기 후반에 발명된 증기기관이 방직산업에 이용된 후 대량생산이 이루어지면서 이런 갈증이 다소간에 해소되었다. 그러나 섬유 중에서 최고의 가치를 지닌 비단에 대한 인류의 동경은 인공적으로 비단을 생산하려는 시도를 하게 만들었다.
많은 과학자들의 연구 결과 19세기 후반에서 20세기 초에 다양한 종류의 인조견사와 합성섬유가 발명되었다. 1885년에 인조견사 ‘샤르도네견(絹)’가 발명되었고 이어서 재생섬유인 레이온(1891년) 과 유리섬유(1925년)가 개발되었다. 이들은 저렴함을 무기로 하여 견사·양모·면·삼베 등의 4대 천연섬유와 경쟁을 벌였다.

### 나일론의 발명
1928년 하버드 대학의 화학과 교수 출신 월리스 캐러더스가 다국적 종합화학 기업인 듀폰사에 입사하였다. 듀폰사는 신제품 개발을 통해 기업 이미지를 개선하고 새로운 사업으로 활력을 찾고자 노력중이었다. 듀폰은 제1차 세계대전때 폭약을 생산공급하여 막대한 이익을 거두기는 했으나 ‘죽음의 기업’이라는 불명예스러운 별명을 얻었다. 이런 부정적인 기업 이미지를 개선하기 위하여 자선사업과 생활용품 사업 쪽에 주력하고 있었다. 당시는 2차 산업혁명기에 들어서 유기화학반응을 이용한 고분자 물질인 플라스틱, 인공섬유, 인조고무 등 신물질 개발에 전세계 과학자들이 몰두하던 시대였다. 듀폰사는 유기화학분야에 뛰어난 실력을 인정받고있던 캐러더스를 영입하여 신제품 개발에 나섰다.
캐러더스는 연구팀과 함께 1929년에 폴리에스테르(polyester)를 개발해냈으며, 아울러 합성고무 제조법 연구도 병행하고 있었다. 당시에는 전기와 자동차가 보급되면서 전선이나 타이어에 사용할 고무의 수요량이 급증하였는데, 천연고무만으로는 이를 감당할 수 없었다. 그래서 전세계적으로 합성고무 제조를 경쟁적으로 연구하던 시절이었다. 3년간의 연구끝에 그는 1931년에 '네오프렌'이라는 합성고무 제조에도 성공했다.
또한 소속팀의 줄리언 힐(Julian Hill)이 폴리에스테르에서 긴 실을 뽑아낼 수 있는 방법을 찾아냈다. 하지만 이 합성 섬유는 열이나 물에 잘 녹아 버려 실용성이 없었다. 이 섬유로 옷을 만들 경우에 세탁이나 다림질이 불가능했던 것이다. 추가 연구를 보류하려 했으나 회사에서는 실용성있는 연구, 일명 ‘돈 되는 개발’에 대한 압력을 가해왔다. 1929년에 발생한 경제 대공황을 타계할 신제품이 필요하다는 것이었다.
지속적인 연구끝에 캐러더스와 연구팀은 1935년 물과 열에 강하고 탄력성, 신축성, 보온성이 뛰어난 합성섬유를 발명하는데 성공했다. 이후 듀폰사는 300만달러라는 연구비를 추가투자하고 연구인원을 대폭 보강하여 합성섬유의 대량 공업생산 방법을 연구했다. 1938년, 공업생산에 성공한 연구팀은 나일론을 발표하였으며, '공기와 석탄과 물로 만든 강철보다 강한 합성섬유'라는 점에서 주목을 받았다. 나일론은 최초로 OOC-(CH2)6-NH2]의 탈수축합에 의해서 만들어진 합성섬유였다. 1939년에 듀폰사는 새로운 합성섬유를 생산하여 '나일론 6'라는 상표로 출시하였는데, ‘거미줄보다 가늘고 강철보다 강하며 실크보다 아름다운 섬유’라고 홍보하였다.

### 스타킹 출시

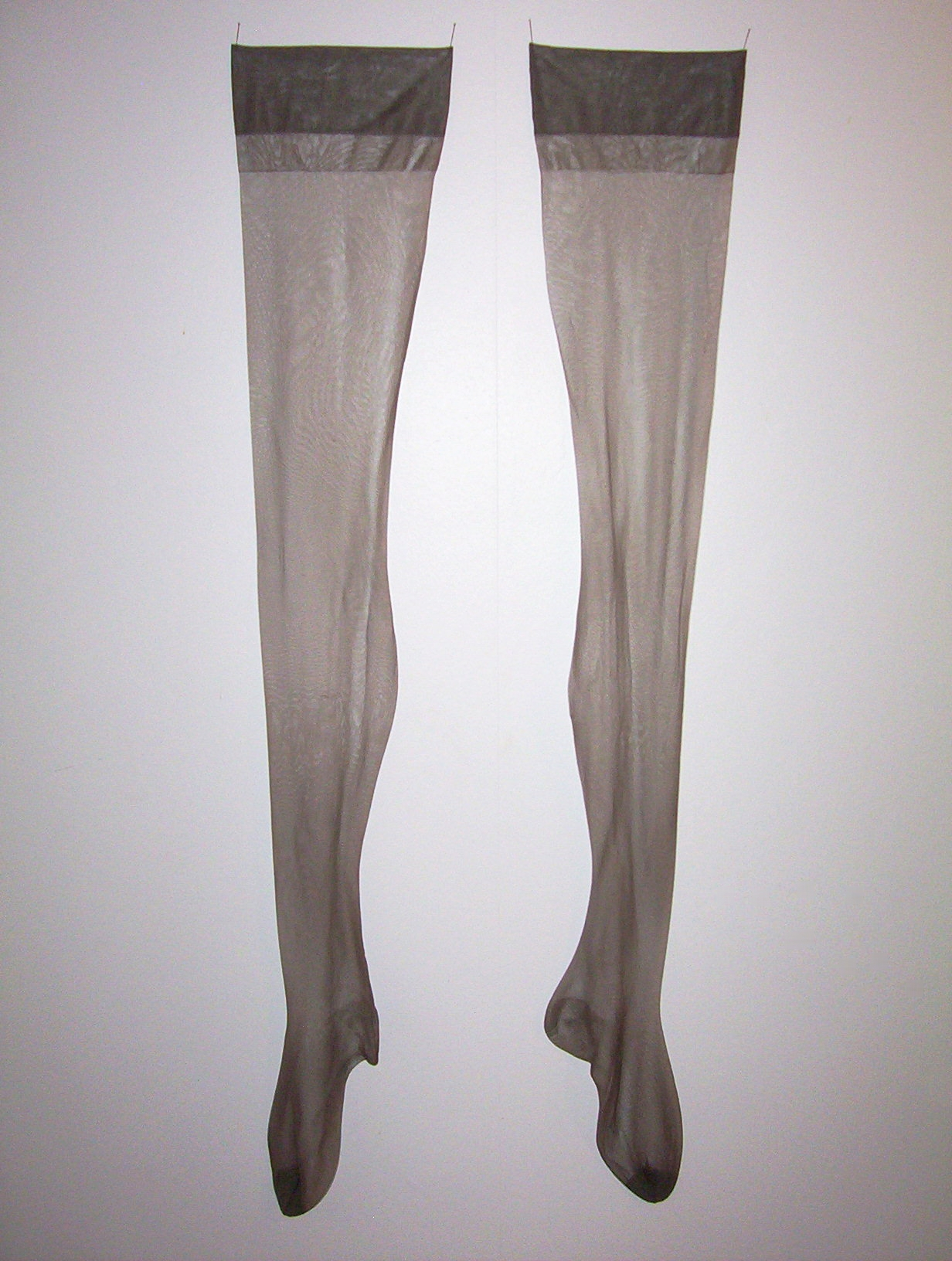
나일론 스타킹

최초 출시된 나일론 제품은 기존에 사용되던 돼지털 칫솔을 밀어낸 나일론 칫솔이었다. 하지만, 나일론의 명성을 얻게해 준 상품은 여성용 스타킹이다. 1939년 뉴욕 세계 상품 박람회에서 여성용 스타킹으로 첫선을 보인 나일론 바지은 듀폰 여비서들이 총동원되어 실험을 거친 끝에, 1940년 5월 15일에 첫 판매를 시작했다. 듀폰 사는 전국의 백화점에 나일론 스타킹이 전시된 이 날을 '나일론의 날'로 선포했다. 최초 시판일에는 백화점 앞에 사람들이 장사진을 이루고 4백만 켤레가 금세 동이 나는가 하면, 간신히 스타킹을 구입한 여성들이 기뻐하며 즉석에서 치마를 걷어 올리고 신어 보는 진풍경이 벌어지기도 했다. 초기 출시 제품의 가격은 실크 스타킹보다도 값이 2배나 비쌌지만, 한 해 동안에는 6,400만 켤레가 팔려나갈 정도로 큰 인기를 누렸다.
이로인해 여성들 사이에 스타킹 착용이 대중화되기 시작했다. 실크 스타킹에 비해 얇고 투명한 것이 특징이어서, 바로 이때부터 여성들이 다리털을 밀기 시작했다는 설이 있다. 제2차 세계대전이 발발하자 낙하산과 타이어, 밧줄과 텐트 등의 군수품 제조에 나일론이 사용되는 바람에, 나일론 스타킹을 비롯한 기타 제품의 생산이 잠시 중단되는 일이 발생했다. 어떤 여성들은 낙하산 제조에 이용해 달라며 가지고 있던 나일론 스타킹을 국가에 헌납하기도 했다. 2차대전이 끝난 1945년에 나일론 스타킹이 시장에 돌아오자 여성들이 상점마다 몰려들어 폭동이 일어날 지경이었다. 샌프란시스코의 한 가게에서는 여성이 1만 명이나 몰려드는 바람에 유리창이 깨지고 몇몇 여성이 기절하는 사태가 벌어졌다.

## 특징과 장점

### 화학적 특성
- 나일론은 흡습성의 고분자이다. 수분율이 물성 및 치수안정성등에 커다란 영향을 미치게 된다.

- 분자구조내의 아미드 결합에 의하여 특징이 나타나는데 화학 구조상 A=CH₂/NHCO의 비율에 따라 물성경향을 예측 할 수 있다.

- 나일론은 온도에 민감하게 반응하여 물성변화가 생긴다.

- 분자 구조내에 AROMATIC GROUP을 가지는 경우 기계적, 열적 성질이 매우 향상된다.

- 다양한 모노머를 사용하여 특징적인 물성을 가지는 공중합 나일론을 만들 수 있다.

- 고화시의 결정 패턴이 물성에 많은 영향을 미치므로 성형시 온도 관리가 중요하다.
- GF를 강화하면 기계적 강도및 열적 특성 내후성등을 현격하게 개선시킬 수 있다.

### 장점
거미줄보다 가늘고 마찰에 강하며 인장강도가 다른 섬유보다 월등하다. 양모보다 가볍고 물에 젖어도 강도에는 변함이 없으며 탄력성과 보온성도 겸하고 있다. 충해를 받지 않는 특성을 갖고 있어 의복에서부터 산업용에 이르기까지 광범위하게 사용되고 있다. 열처리로 꼬아진 울리 나일론, 크레이프 나일론, 그밖에 여러 가지 가공법으로 신축성이 좋고 부피가 큰 나일론의 등장으로 양모와 같은 탄력성과 촉감을 얻게 되고 흡수성도 있으며 물에 노출되어도 세기가 변하지 않는다. 섬유, 재생섬유, 여타 합성섬유에 비해 여러 가지 장점들을 가지고 있어서 용도는 계속 확대되고 있다.

## 개발과 생산

### 리승기 박사
합성섬유 나일론이 미국에서 개발된 이래 1938년 독일에서 합성섬유가 개발되었다. 1939년에 일본에서도 합성섬유 개발에 성공하였는데, 개발한 사람이 전라남도 담양 출신에 리승기라는 한국인이었다. 교토대학을 졸업한 후 다카쓰기[高槻]연구소에서 근무하던중에 합성섬유 개발에 성공한 것이다. 그러나 대량생산에 돌입하기 전에 일본이 제2차 세계대전에 패망하면서 귀국할 수 밖에 없었다. 서울대 공대에서 교수로 있다가 한국전쟁 당시 월북하였다. 북한에서 합성섬유 연구를 계속하여 결국 '비날론(Vinalon)'으로 명명된 합성섬유의 대량생산에 성공했다. 북한의 섬유부족문제를 해결하며, 북한의 화학공업과 경공업을 일으키는 데 큰 공을 세웠다.

### 생산
세계적으로 나일론 섬유 시장은 크게 나일론 66과 나일론 6으로 반분되어 있는데 전체적으로 나일론 66이 약 40%를 차지하고 있다. 미국 및 유럽에서는 나일론 66이 전체 나일론 시장의 약 50%를 점유하고 있는 데 반하여 일본은 약 20% 정도만 나일론 66이고 나머지는 모두 나일론 6이다. 한국에서는 1953년에 일본으로부터 처음 수입되었으며 1963년부터 국내에서 생산하기 시작했다. 한편 국내에서는 (주)효성과 (주)코오롱이 나일론 66 중합체를 생산할 수 있는 설비와 기술을 보유하고 있다. 1986년도에 전세계 나일론의 생산량은 340만톤으로 알려져 있다. 2002년을 기준으로 대한민국은 세계 5대 합성섬유 생산국에 속한다.

## 용도
생산의 대부분은 용융 방사에 의해 섬유로서 의류용, 타이어 코드, 벨트용 코드, 브러시 등의 공업용으로 사용된다. 플라스틱으로서는 내마모성이 좋으며 마찰이 작으므로 기어, 베어링 등의 기계 부품과 파스너(fastener) 등에 사용된다. 용융 압출 또는 용액에서 필름도 얻을 수 있으며 롤에 의해 인조 피혁도 만들 수 있다. 전기적 성질은 뛰어나지 않지만, 그 내마모성, 내열성이 좋은 점에서 전선 피복에도 사용된다.
옷감재료가 부족했던 시절에 질기고 손이 덜 간다는 장점 때문에 널리 보급되었다. 특히 한복 손질에 시달렸던 한국 주부들에게 환영을 받았다. 처음 양말로부터 시작된 나일론 제품은 셔츠·블라우스·한복 감으로 삽시간에 보급되어 가히 혁명적이라고 할 만한 복식 변화에 많은 영향을 끼쳤다. 섬유 뿐만 아니라 비섬유로서 산업용 제품이 많이 개발되어 여러분야에서 사용되고 있다.

## 명칭 논란

### 다양한 억측
스타킹이 선풍적인 인기를 끌자 나일론은 전세계인에 관심의 대상으로 떠올랐다. 더욱이 나일론의 발명자인 캐러더스가 발명후 자살했다는 사실이 알려지자 나일론(Nylon)이라는 명칭에 대해서도 여러 가지 추측이 나돌았다. 뉴욕(New York)과 런던(London)에서 머리글자를 따서 만들었다는 설도 있었지만, 발명자인 캐러더스의 허무한 죽음에서 따온 허무(Nihil)와 듀폰(Dupont)의 '온(on)'을 합쳐 만든 이름이라는 주장도 돌아다녔다. 또다른 설은 나일론(Nylon)에는 아무런 뜻도 없으며, 다만 끝의 '-on'은 콘튼(cotton)이나 레이온(Rayon) 등과 운을 맞추기 위해 붙여진 것에 불과하다는 것이다. 듀폰사는 이에 대해 사내공모를 통해 선정한 신조어라고 해명했다. 그러나 ‘나일론은 그 발명자의 비극적인 최후를 암시한 이름’이라는 이야기가 오늘날까지도 떠돌아다니고 있다.

### 일본의 생트집
나일론의 발명으로 미국과 일본간에 신경전이 벌어졌다. 그 당시 미국의 비단시장은 일본 제품이 큰 비중을 차지하고 있었으며, 비단수출에는 일본 농림성이 앞장서고 있었다. 그런데 듀폰사에서는 나일론을 개발한후 일본 농림성의 코를 납작하게 해놓았다는 뜻에서 농림의 영어발음(Nolyn)을 거꾸로 하여 'Nylon'이라는 이름을 지은 것이 아니냐 하여 일본과 미국사이에 시비가 붙었다. 무역전쟁으로 인해 심화된 양국민간 감정대립은 일본의 한 영문 일간지가 'Nylon'이 "Now, you Lousy old Nipponese!"(자 보아라, 바보 같은 늙은 일본 놈들아!)라는 영어표현의 첫머리글자를 따서 지은 이름이라고 생떼를 쓰기 시작하며 더욱 악화되었다.

### 듀폰사의 해명
듀폰사는 사내공모를 통해 결정된 이름이라고 해명하였다. 처음에는 '올이 풀리지 않는다'는 노 런(no run)으로 했지만 실제로는 올이 풀리기도 하므로 고객 불만 폭주가 예상되어 고민했다. 그래서 모음 ‘o'와 'u'를 바꾸어 ‘nuron’으로 했다. 이렇게 바꾼 명칭은 신경 단위인 neuron과 발음이 같아서 가운데 r을 l로 바꿔 'nulon'으로 했는데, 발음이 어려워 ‘nilon'으로 바꾸었다. 하지만 발음의 명확성을 위해 ’i'를 ‘y'로 다시 바꿔서 ’Nylon'이라고 정했다고 한다.